# You're a Mean One, Mr. Grinch
You're a Mean One, Mr. Grinch (nella versione in italiano Sei cattivo, signor Grinch) è un brano composto dall'artista statunitense Albert Hague per il film d'animazione del 1966 Come il Grinch rubò il Natale; il testo è del Dr. Seuss.

## Descrizione
Nel film la canzone viene cantata mentre il Grinch si cuce un abito da Babbo Natale e preparata tutto l'occorrente per intrufolarsi nelle case dei Chi per derubarli di tutte le decorazioni natalizie e i doni di Natale. Nella canzone il Grinch viene descritto come repellente sia da un punto di vista estetico che morale, tutte affermazioni che vengono confermate dai furti che il Grinch compie nel corso della canzone.

## Storia
Il testo è stato scritto da Theodor "Dr. Seuss" Geisel, la musica è stata composta da Albert Hague e la canzone è stata eseguita da Thurl Ravenscroft. I testi della canzone descrivono il Grinch come sgradevole, maleodorante, maleducato, spregevole e diabolico, usando critiche, metafore, similitudini e commenti casuali sempre più creativi del cantante, a cominciare dalla frase di apertura "tu sei cattivo, signor Grinch".
Il primo interprete della canzone è rimasto a lungo oggetto di dibattito, finché non fu confermato che Thurl Ravenscroft abbia prestato la propria voce al film del 1966. Dato che il nome di Ravenscroft non appariva nei titoli di coda si credette a lungo che l'interprete della canzone fosse Boris Karloff, che narrava il film e prestava la propria voce al Grinch. Ampiamente diffusa era ancora la credenza che la canzone fosse cantata da Tennessee Ernie Ford nella colonna sonora del film.
L'album del film vinse il Grammy Award per il miglior album per bambini.
La canzone finì per essere associata al personaggio del Grinch, tanto da essere stata riutilizzata in altri adattamenti del racconto del Dr Seuss. Nel film di Ron Howard Il Grinch (2000) Jim Carrey canta la canzone nel ruolo dell'eponimo protagonista: a differenza della versione del 1966, questa volta il brano fu tradotto e doppiato in italiano con il titolo di "Sei cattivo, signor Grinch", cantato da Stefano Benassi. 
Tyler, the Creator ha inciso una nuova versione della canzone del film d'animazione del 2018 Il Grinch. Dal 2006 la canzone è stata accorpata alla partitura del musical Dr. Seuss' How The Grinch Stole Christmas! The Musical a Broadway, dove il brano fu interpretato da Patrick Page. Altri attori che hanno cantato il brano nei diversi allestimenti del musical sono Gavin Lee. Shuler Hensley e Stefán Karl Stefánsson.
Nel 2010 la canzone ha fatto parte della colonna sonora della serie TV Glee, dove è stata cantata dal personaggio di Sue Sylvester (Jane Lynch) con il titolo "You're A Mean One, Sue the Grinch"; nel 2020 il suo collega di Glee Matthew Morrison ha cantato la canzone nello speciale TV Dr. Seuss' The Grinch Musical Live!.

## Classifiche
| Classifica (2020 | Posizione massima |
| ---------------- | ----------------- |
| Stati Uniti      | 32                |